# بازآموزی (از طریق زحمت)
بازآموزی (از طریق زحمت) اولین تک آهنگ پنجمین آلبوم گروه رایز اگنست که توسل به عقل نام دارد می باشد. این تک‌آهنگ در نوزدهم اوت ۲۰۰۸ بیرون داده شده. نماهنگ این ترانه به کارگردانی کوین کرسلیک انجام گرفت.